# 숙혜옹주 (성종)
숙혜옹주(淑惠翁主, 1486년 ~ 1525년 7월 23일(음력 6월 23일))는 조선의 옹주로 성종의 8녀이자 서7녀이다. 어머니는 숙용 심씨이다.

## 생애
숙혜옹주의 이름은 벽환(碧環)이며, 1486년(성종 17년), 성종(成宗)과 숙용 심씨(淑容 沈氏)의 둘째딸로 태어났다.
참봉 조광세의 아들인 한천위(漢川尉) 조무강(趙無疆)과 혼인하였다. 조무강과의 사이에서 아들 조연손(趙連孫)을 낳았다. 숙혜옹주의 관한 기록은 거의 남아있지 않아 자세한 생애는 알 수 없다.
1525년(중종 20년) 6월 23일, 졸하였다. 숙혜옹주의 아들인 조연손은 후사가 없어 조람(趙擥)을 양자로 입적하였다. 조람의 아들 조존성(趙存性)의 손녀가 인조의 계비인 장렬왕후가 되었다.

## 가족 관계
| - 조부 : 덕종(德宗, 1438~1457) - 조모 : 소혜왕후 한씨(昭惠王后 韓氏, 1437~1504) - 아버지 : 성종(成宗, 1457~1494) - 외조부 : 심말동(沈末同, ?~1493) - 외조모 : 성주 이씨(星州 李氏) - 어머니 : 숙용 심씨(淑容 沈氏, 1465~1515) - 언니 : 경순옹주(慶順翁主, 1482~?) - 남동생 : 이성군(利城君, 1489~1552) - 남동생 : 영산군(寧山君, 1490~1538) | - 남편 : 한천위(漢川尉) 조무강(趙無疆, 1488~1541) - 아들 : 조연손(趙連孫, 1516~1548) - 며느리 : 안동 권씨 - 권예형(權禮衡)의 딸 - 양손 : 조람(趙擥, 1533~1554) - 조존성의 아버지이며 장렬왕후의 증조부 - 손부 : 경주 이씨(慶州 李氏, ?~1605) - 이몽규의 딸 |